# آن ون بن
آن ون بن (انگلیسی: Anne van Bonn؛ زادهٔ ۱۲ اکتبر ۱۹۸۵) بازیکن فوتبال اهل آلمان است.
از باشگاه‌هایی که در آن بازی کرده‌است می‌توان به اس‌سی سند، باشگاه فوتبال اف‌سی‌آر ۲۰۰۱ دویسبورگ، و باشگاه فوتبال لوکوموتیو لایپزیگ اشاره کرد.
وی همچنین در تیم‌های ملی فوتبال Germany women's national youth football team#Germany women's national under-19 squad, Germany women's national under-21 football team، و Germany women's national under-23 football team بازی کرده‌است.